# كاميو كيربي (فلم 1923)
كاميو كيربي (بالإنجليزية: Cameo Kirby) هو فيلم درامي أمريكي صامت لعام 1923م من إخراج جون فورد، قام ببطولته جون جيلبرت وجيرترود أولمستيد ويشارك فيه جين آرثر في أول ظهور لها على الشاشة. كان أول فيلم لفورد يرجع الفضل فيه لجون فورد بدلاً من جاك فورد. يرتكز الفيلم على مسرحية بوث تاركنجتون وهاري ليون ويلسون عام 1908م. 

## الممثلون
- جون جيلبرت بدور كاميو كيربي
- جيرترود أولمستيد بدور أديل راندال
- آلان هيل دور العقيد مورو
- إريك ماين مثل العقيد راندال
- دبليو. لورانس مثل توم راندال (مثل ويليام إي لورانس)
- ريتشارد تاكر بدور ابن العم آرون راندال
- فيليبس سمالي بصفته القاضي بلاديل
- جاك ماكدونالد بدور لاركن بونس
- جان آرثر بدور آن بلاديل
- يوجيني فوردي بدور مدام ديفزاك
- فرانك بيكر (غير معتمد)
- كين ماينارد (غير معتمد)

## روابط خارجية
- كاميو كيربي على موقع IMDb (الإنجليزية)
- كاميو كيربي على موقع أول موفي (الإنجليزية)
- كاميو كيربي على موقع فيلمافينيتي (الإسبانية)
- كاميو كيربي على موقع قاعدة بيانات الفيلم (الإنجليزية)
- كاميو كيربي على موقع ليتربوكسد (الإنجليزية)
- كاميو كيربي على موقع كينوبويسك (الروسية)